# Centralna Organizacja Szwedzkich Robotników
Centralna Organizacja Szwedzkich Robotników (szw. Sveriges Arbetares Centralorganisation, SAC) – szwedzka syndykalistyczna federacja związków zawodowych.
W przeciwieństwie do innych szwedzkich związków, SAC zrzesza pracowników ze wszystkich zawodów i branż, a także bezrobotnych, studentów i emerytów. SAC wydaje tygodnik „Arbetaren” (szw. „pracownik”), jest właścicielem wydawnictwa Federativs i prowadzi fundusz dla bezrobotnych – Sveriges Arbetares Arbetslöshetskassa (SAAK).

## Historia
SAC został założony w 1910 przez pozostających pod wpływem rewolucyjnego syndykalizmu niezadowolonych członków socjaldemokratycznej Szwedzkiej Konfederacji Związków Zawodowych po tym, jak nie udało się przeprowadzić szwedzkiego strajku generalnego. W 1922 nowo utworzona konfederacja związkowa stała się także członkiem założycielem anarchosyndykalistycznego Międzynarodowego Stowarzyszenia Pracowników. Jednak w latach 50. wybuchały konflikty między organizacjami, m.in. gdy SAC ustanowiło wspierany przez państwo fundusz na wypadek bezrobocia, co IWA uznało za współpracę państwem i reformizm. Od 1956 SAC przestał płacić składki członkowskie na rzecz IWA, w efekcie pozwalając na wygaśnięcie swojej przynależności w 1957. Takie decyzje związku były efektem wewnętrznych działań, które miały zmienić postawę organizacji na bardziej liberalną. Dziś SAC jest stowarzyszony z Czerwono-Czarną Koordynacją, międzynarodową siecią rewolucyjnych i anarchosyndykalistycznych związków zawodowych.

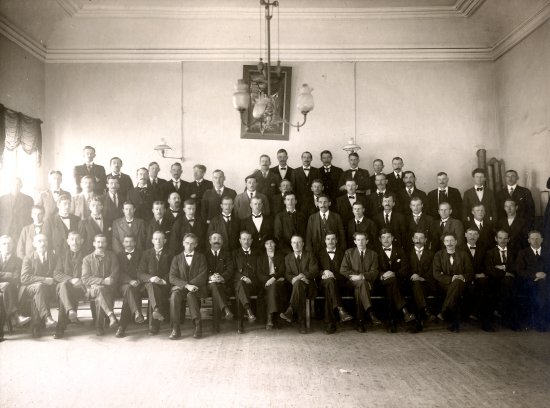
Zdjęcie z konferencji SAC mającej miejsce 25–26 listopada 1917 w Örebro

Pierwotnie większość zrzeszonych w SAC zatrudniona była w leśnictwie, górnictwie i budownictwie. Obecnie większość członków związku jest zatrudniona w sektorze publicznym, często pracując w transporcie kolejowym i publicznym, opiece zdrowotnej oraz edukacji, ale wielu to także zatrudnieni w branży restauracyjnej, informatycznej i logistycznej.

### Kontakty z Solidarnością
W okresie stanu wojennego w Polsce (1981–1983) SAC organizowała pomoc dla Solidarności. Była to przede wszystkim pomoc w organizowaniu poligrafii, dostarczano m.in. powielacze i maszyny drukarskie, a jeden z członków SAC odwiedził wówczas Polskę. O tych wydarzeniach wspomina Władysław Frasyniuk w książce Konspira: „Tuż przed stanem wojennym nadszedł wreszcie świetny sprzęt od związkowców szwedzkich..., a Szwedzi wyszkolili nam drukarzy”. W latach 1982–1983 SAC współpracował z biurem informacyjnym „Solidarności” w Szwecji oraz Komitetem Solidarności. Szwedzki związek miał również kontakty ze związkowcami, którzy w tamtym czasie przebywali w więzieniach w Polsce i starał się ich wspierać. Pod szyldem SAC odbywały się także różne akcje solidarnościowe z „Solidarnością”, m.in. wydano oświadczenie o Solidarności i o tym, że popiera dążenia polskich robotników do samostanowienia o sobie.

## Ideologia
Długofalowym celem SAC jest urzeczywistnienie idei socjalizmu wolnościowego, tj. społeczeństwa bezklasowego, w którym środki produkcji są powszechną własnością i są administrowane przez robotników. Jako taki, SAC jest organizacją sprzeciwiającą się seksizmowi i militaryzmowi, która w 1998 stała się również pierwszym szwedzkim feministycznym związkiem zawodowym. Celami krótkoterminowymi SAC są natomiast lepsze wynagrodzenia i środowisko pracy. Często współpracuje z innymi wolnościowymi organizacjami socjalistycznymi, m.in. Szwedzką Anarchosyndykalistyczną Federacją Młodzieży (SUF).